# Вір'ярама
Вір'ярама (гінді विर्याराम; д/н — 1040) — 6-й магараджахіраджа Сакамбхарі у 1040 році.

## Життєпис
Походив з династії Чаухан. Син Вакпаті II. Посів трон 1040 року. Невдовзі стикнувся з ворожою коалцією Бходжи Парамара, магараджахіраджи Малави, та Анагілли Чаухана, магараджи Наддули. В результаті зазнав ніщивної поразки тазагинув. державу Сакамбхарі було окуповано союзниками. Боротьбу за відновлення продовжив брат загиблого Чамундараджа.